# Neodistoma mammillatum
Neodistoma mammillatum is een zakpijpensoort uit de familie van de Holozoidae. De wetenschappelijke naam van de soort is voor het eerst geldig gepubliceerd in 1990 door Kott.